# Очкарик (фильм, 1972)
«Очкарик» — советский детский телевизионный фильм режиссёра Альгимантаса Видугириса.
Выпущен в 1972 году студией «Киргизтелефильм».

## Сюжет
Мальчишка Кубанычбек, добрый, но слишком маленький, чтобы противостоять компании нагловатых одноклассников, дружит с девочкой Бермет. Одноклассники обижают и её, и самого Кубанычбека. Он часто мечтает, как, став сильным, защищает Бермет и наказывает её обидчиков. И вот, на летние каникулы он уезжает на Иссык-Куль, к своему дяде, где помогает тому пасти овец, вести хозяйство. За лето Кубанычбек окреп и подрос и, вернувшись в город, уже смог постоять за себя и свою подружку.

## В ролях
- Кубанычбек Алыбаев — Кубанычбек, очкарик
- Бермет Маликова — Бермет
- Олег Каркавцев — Женя
- Андрей Сопуев — одноклассник
- Андрей Губанов — одноклассник
- Эльмира Илипаева — соседка
- Советбек Жумадылов — отец Кубанычбека
- С. Титов (II) — сосед
- Маргарита Киватская — мать Жени
- К. Левкопуло — учитель